# Cryptothele collina
Cryptothele collina är en spindelart som beskrevs av Pocock 1901. Cryptothele collina ingår i släktet Cryptothele och familjen Zodariidae. Inga underarter finns listade i Catalogue of Life.